# Franken Fran
Franken Fran (яп. フランケン・ふらん, Furanken Furan, укр. Франкен Фран) — містична сьонен-манґа, намальована манґакою під псевдонімом «Кацухіса Кіґіцу». Випуск почався в журналі Champion Red у вересні 2006 року і в даний час його завершено. Окремі глави були опубліковані в tankōbon томах Акіта Шьотен, з 8-ми томів, випущених в цілому.

## Сюжет
Фран є дівчиною, створеною доктором Наомітсу Мадаракі, найкращого біолога в світі. Спочатку вона була його помічником, взяла на себе його роботу і будинок, поки він був у від'їзді. Її життя досить було спокійне, поки різні медичні випадки не почали падати на її плечі, починаючи від воскресіння до естетичної хірургії.
Існує неабияка кількість чорного гумору, майже кожна історія закінчюється з Фран, яка створила якесь жахливе чудовисько чи нещастя із її пацієнтами, хоча, здавалося б, задоволені які були результатами. Безперервні, часто досить вільні, як окремі глави рідко посилаються один на одного. Хоча повторювані символи за межами головних ролей існують, дугові основи сюжетних ліній практично відсутні.

### Фінал
В останньому розділі, під заголовком «Мрія», опублікований в «Епізод» 61 манги. Примітно, що глава не має жодних елементів «типової» формули Франкен Фран. Замість цього велика частина глави складається з Фран, що опинилпся в пастці на затонулому кораблі під океаном, де кисневе голодування скоро приводить її до випробувння сюрреалістичного — Окіти, що зараз у нормальній людський подобі, є її брат, Вероніка більше не є біо-збрєю і т. д. Мрія завершується у величезній партії, у якій кожен персонаж, коли-небудь що був в манзі відвідує цю главу. «Партія», а потім (з точки зору читача зору) укладається тільки як найважливіший гість — доктор Мадакарі — прибуває, зі сльозами на очах Фран відчинивши двері, вітає його в дома.
У реальному світі, Окіті та Вероніці вдалося знайти затонулий корабель, і місце, де лежала несвідомо Фран через один з ілюмінаторів. Вони стукають в ілюмінатор, намагаючись розбудити Фран словами. На останній сторінці манги показується Фран, н в маєтку Мадкарі, після стандартного робочого дня.

## Персонажі
- Fran Madaraki (яп. 斑木 ふらん, латиніз.: Madaraki Furan) — Головний Герой манги, Фран живе в маєтку Мадакарі. Хоча вона часто приймаює за дочку Наоміцу Мадакарі, вона насправді його найбільший «шедевр». Вона оснащена двома значними  болтами на скронях і затьмарена зі слабкими стібками, даючи їй чітко нелюдський зовнішній вигляд. Вона має унікальний вид моралі, знаходячи певні випадки емоційно рухомих і експериментує з добротою свого серця.

- Вероніка Мадаракі (яп. 斑木ヴェロニカ, латиніз.: Madaraki Veronika) — Вероніка вбивця біо-зброя створений доктором Madaraki за його власного захисту. Таким чином, вона помітно насильницької, хоча межа з гуманної бойової етикету та віросповідання: «вбити час викликаючи як мало страждань, як це можливо» і «скоріше безболісна смерть, ніж болючою життя.» На додаток до її природним високої бойової здатності, вона навчається в поводження з вибуховими та налаштування пастки в цій галузі. Володіючи величезним лезо гільйотини в її правій руці і гострий меч в лівій у неї, вона також надає голки на кінцях її пальців, які дозволяють їй надати віруси в своїх жертв. Вона має X-подібну шити на її обличчі і досить доброякісне, молодий вид.

- Гаврило Мадаракі (яп. 斑木ガブリール, латиніз.: Madaraki Gaburiru) — Старша сестра Френ і один з перших і найбільш небезпечних проектів Naomitsu в. Gavrill має вигляд жінки в її двадцятих або пізньому підлітковому з дикою, розпатланим волоссям фіолетового, лінії зшивання відбувається через міст носа, і чорної шкіряного одягу, прикрашеної різної руки і фіксаторами вона імовірно носить як аксесуари. Вона то, що Френ називає «Трансформатор», повнота її скелетної, м'язової, органу, та нервової систем будучи розділена на безліч дрібних підрозділів, так що вона може свідомо контролювати їх, що дає їй можливість маніпулювати її тіло і грізним регенерацію. Це влаштовує її неймовірно жорстокі, часто корисливі потреби; її основний бойовий форми будучи гуманоїд вовк (даючи їй прізвисько Gavrill Wolf). Проте, Френ каже, що перетворення вимагають велику кількість сили волі. В результаті, професор вже відмовилися від практики через небезпеку, що відбувається з ним, якщо воля суб'єкта не є достатньо сильним.

- Наоміцу Мадаракі (яп. 斑木尚允, латиніз.: Madaraki Naomistu) — Творець Фран і її «братів і сестер». Невидимий персонаж, він володіє особняком, в якому Фран живе в Росії, але не жив там протягом довгого часу. Під час  Другої світової війни, Наоміцу працював у Відділі біохімії, заробляючи славу й прізвисько «Диявол біології» і «Темного павука» у зв'язку з характером його експериментів. Він вважається топ-класним мислителем в галузі біотехнології. Враховуючи його службу у війні, він вважається досить старим, постійно подорожує по світу заради своїх досліджень. В даний час його місцезнаходження невідоме, для Фран. Доктор Мадаракі визначає Другусвітову війну, як війну, що «вбила богів» через його просування наукового розвитку та ерозії релігії після неї.

- Доктор Амацука (яп. 天使-先生, латиніз.: Amatsuka) — Друг Мадаракі з часів старої  Японська Імперія, його різні досягнення принесли йому титул віконта в Англії. Він має відкриту ставку з Мадаракі на існування Бога. Амацука також є відповідальним за огляди Гаврила для того, щоб зберегти свої надлюдські здібності стабільними. Гаврил з'являється, щоб показати деяку повагу до них, незважаючи на те, що Гаврило постійно через старість для його віку і його застережливі попередження до неї. Він пізніше нападу з боку групи агентів, які, були найняті корумпованими політиками. Проте, Фран може врятувати своє життя з негайного лікування. Коли Гаврило дізнається, що на Амацуко було скоєно напад, вона клянеться помститися політикам, що несуть за це відповідальність.

- Руміко Кухоу (яп. 久宝るみ子, латиніз.: Kuhou Rumiko) — Очкастий жіночий слідчий, який має випадкову взаємодію з Мадаракі, до її терору. Вперше Вона зустрічає Фран, щоб отримати допомогу у вдосконаленні можливого вбивці; другий раз — вона перебудовується з метою більш повного її почуття і усунення клону однієї з попередніх експериментів Фран, хоча може бути стрес-індукований кошмар після її взаємодії з Фран.

Після ізоляції Гаврила на острові, Руміко був клонований і генетично закодований прийняти форму мітозу, створюючи нескінченну силу. Вона також використовується як база для штучних людей Фран і постійно клонується. Вона також привертає багатого власника острова Мацумає Тадаші.
- Окіта (яп. 沖田, латиніз.: Okita) — Один з інженерних товаришів Фран, Окіта має голову гарного молодого чоловіка з тілом кішки. Він працює разом з Фран, підтримуючи або висміюючи її. За межами садиби, його голова прищеплюється до тіла людини, приймаючи вигляд абсолютно нормальної дорослої людини. Він іноді дивує Фран, але в цілому він контролює свої дії в тиші.

- Адорея (яп. アドレア, латиніз.: Adorea) — Ще одна з товаришів Фран, вона служить як резерв органів. Фото що збираються за допомогою її «обличчя», яке, коли не приховував її всього тіла перев'язки, це не більше, ніж сотні щупальця використовується рвані і збирані реагенти з пацієнта до смерті, зберігаючи їх свіжими і життєздатними. Вони доступні через блискавки в її шкірі.

Її походження розкривається в додатковій чачстині; спочатку красива, хоча смертельно хвора дівчина, у неї був гарний коханець в подібному стані. Через їх любов один до одного, вони погодилися дати один одному свої органи після смерті, так, щоб інший міг жити, але людина відступилвся, і взяла всі органи Адорея для себе. Доктор Наоміцу Мадаракі, хірург відповідає в той час, зміна Адорея в її нинішньому стані, щоб вона могла повернути її органи.

## Медіа

### Манґа

#### Список томів
| № | Дата виходу       | ISBN                   |
| - | ----------------- | ---------------------- |
| 1 | 20 листопада 2007 | ISBN 978-4-253-23311-8 |
| 2 | 18 липня 2008     | ISBN 978-4-253-23312-5 |
| 3 | 20 лютого 2009    | ISBN 978-4-253-23313-2 |
| 4 | 20 жовтня 2009    | ISBN 978-4-253-23314-9 |
| 5 | 18 червня 2010    | ISBN 978-4-253-23315-6 |
| 6 | 20 січня 2011     | ISBN 978-4-253-23316-3 |
| 7 | 20 серпня 2011    | ISBN 978-4-253-23317-0 |
| 8 | 20 лютого 2012    | ISBN 978-4-253-23318-7 |

### Аудіо-дорама

#### Трек-лист
1. «Prologue» (яп. プロローグ) — (1:43)
2. «PART1 CHRYSALIS — Islander — » (яп. 蟲) — (19:58)
3. «PART2 MY LITTLE SISTER — sister — » (яп. 妹) — (13:20)
4. «PART3 LUST» - lust - (яп. 肉欲) — (16:40)
5. «Epilogue» (яп. エピローグ) — (2:24)